# Tang Zhongzong
Tang Zhongzong (kinesiska: 唐中宗, Táng Zhōngzōng), född 656, död 710, var Tangdynastins fjärde kejsare. Hans personliga namn var Li Zhe (kinesiska:李哲, Lǐ Zhé) och Li Xian (kinesiska:李显, Lǐ Xiǎn). Efter att kejsare Tang Gaozong avlidit 683 blev Li Zhe kejsare över Tangdynastin under namnet Tang Zhongzong men avsattes 684 av kejsarinnan Wu Zetian. År 705 fick han åter makten efter att Wu Zetian tvingats abdikera. Tang Zhongzong mördades 710 av kejsarinnan Wei.